# Beaurepaire (Isère)
Beaurepaire település Franciaországban, Isère megyében. Lakosainak száma 5007 fő (2022. január 1.). Beaurepaire Lapeyrouse-Mornay, Lens-Lestang, Manthes, Marcollin, Pact, Pisieu, Revel-Tourdan és Saint-Barthélemy községekkel határos.

## Népesség
A település népességének változása:
| Lakosok száma | 3583 | 3793 | 3735 | 4297 | 4721 | 4891 | 4921 | 4977 | 5005 | 5007 |
|               | 1968 | 1982 | 1990 | 2006 | 2013 | 2015 | 2017 | 2019 | 2020 | 2022 |